# 오가나무

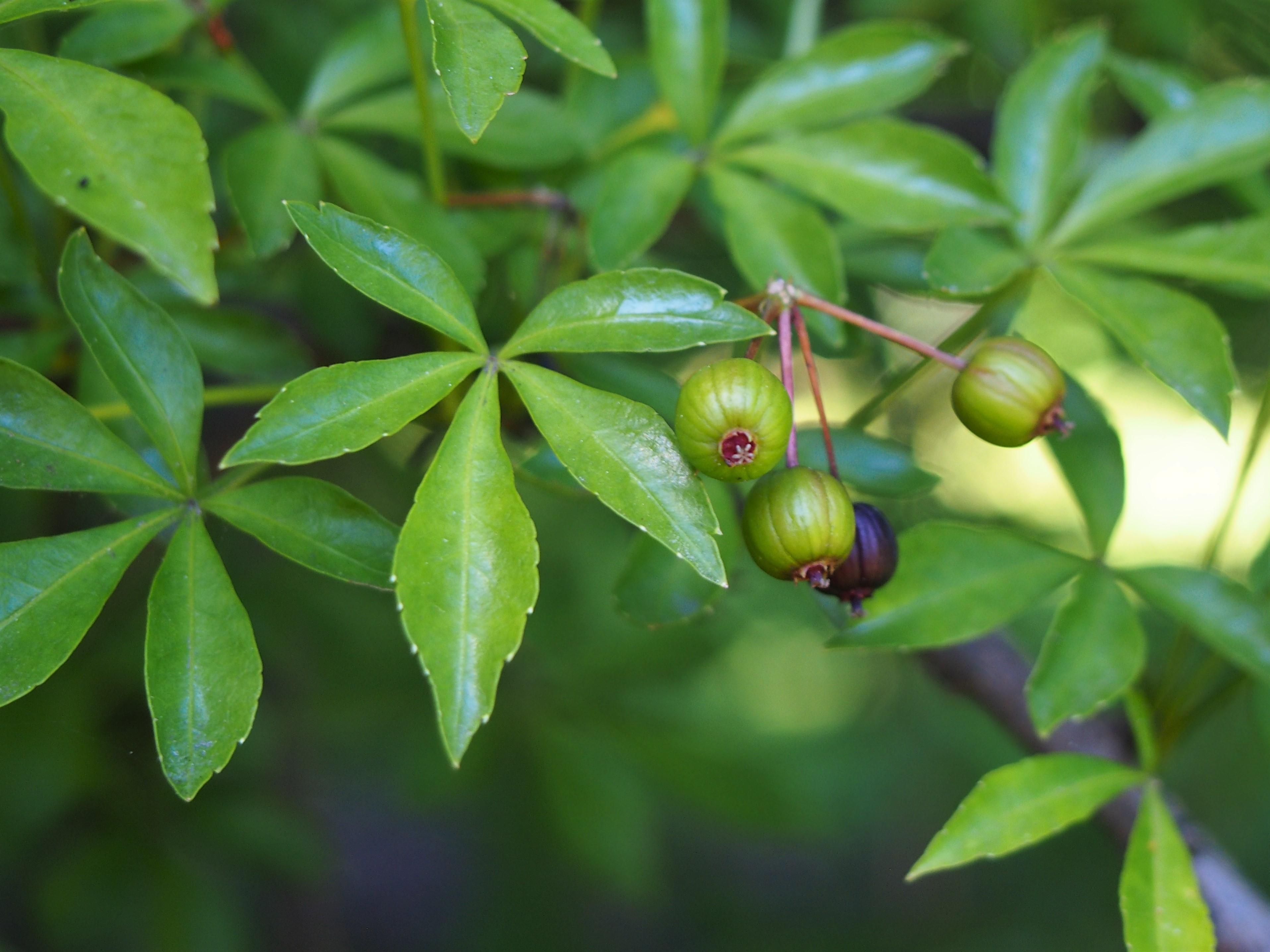
잎과 열매

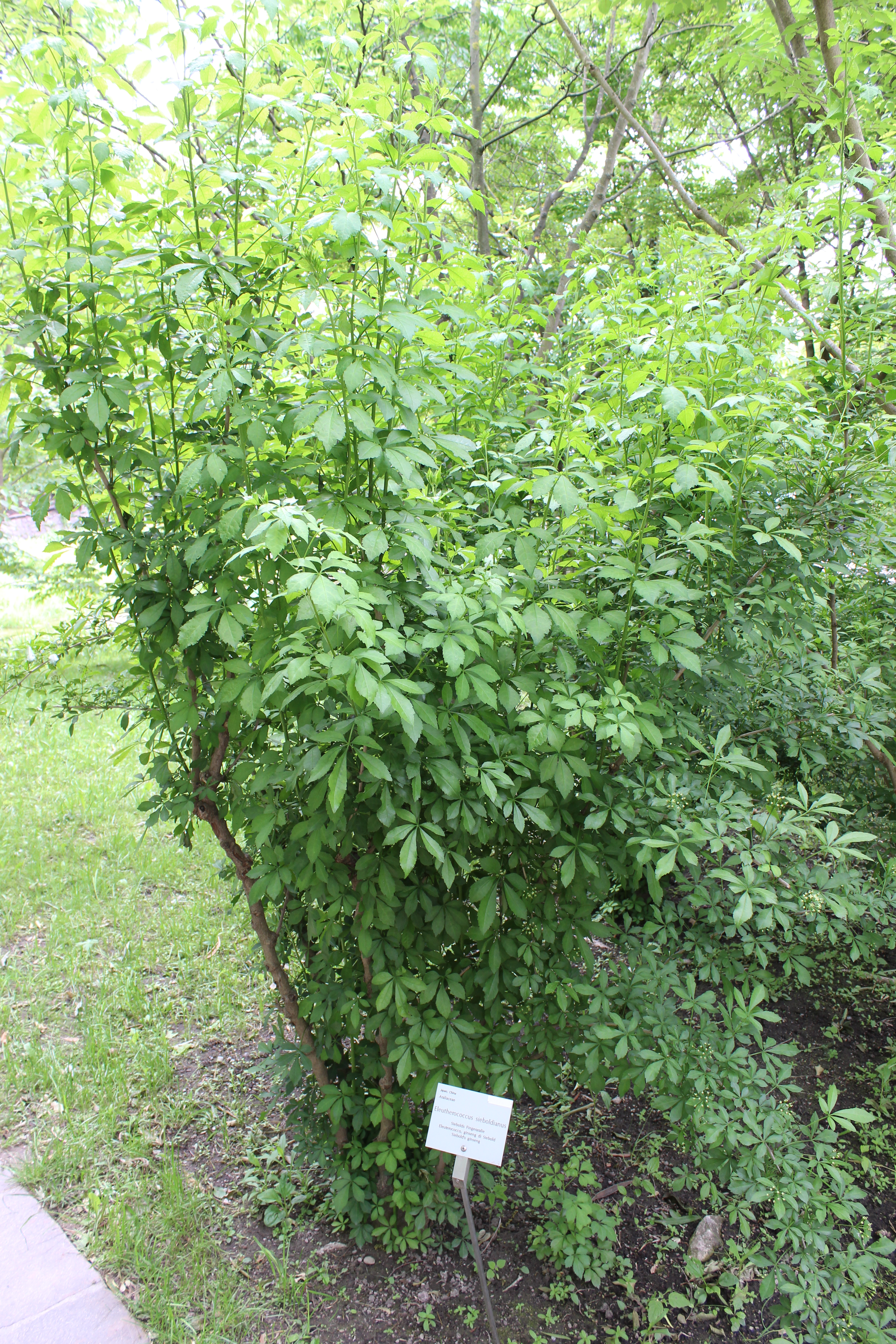
이탈리아의 한 정원에 보이는 오가나무

오가나무(학명: Eleutherococcus sieboldianus, five-fingered aralia, fiveleaf aralia)는 두릅나무과에 속하는 속씨식물 종이다. 중국 안후이성이 원산지이며 한국, 일본, 미국으로 유입되었다. 2.4미터 정도까지만 도달하는 다양한 종류가 판매되고 있다.